# Super Bowl I
Super Bowl I, toen bekend als de eerste AFL-NFL World Championship Game, was de eerste editie van de Super Bowl, de finale tussen de kampioenen van het American football. Na het fusie-akkoord van 1966 tussen de American Football League en de National Football League werd besloten om jaarlijks een kampioenschapswedstrijd te houden. De fusie werd in 1970 gefinaliseerd maar de eerste Super Bowl werd reeds op 15 januari 1967 gehouden in het Los Angeles Memorial Coliseum in Los Angeles. De Green Bay Packers wonnen de wedstrijd met 35–10 tegen de Kansas City Chiefs en werden zo de eerste winnaars van de Super Bowl.

## NFL & AFL Championships en Super Bowl
|  | NFL & AFL Championships            | NFL & AFL Championships            |  |                    | Super Bowl I                    | Super Bowl I                    |
|  |                                    |                                    |  |                    |                                 |                                 |
|  | Cotton Bowl, 1 jan. (NFL)          |                                    |  |                    |                                 |                                 |
|  | Green Bay Packers                  | 34                                 |  |                    |                                 |                                 |
|  | Dallas Cowboys                     | 27                                 |  |                    | L.A. Memorial Coliseum, 15 jan. | L.A. Memorial Coliseum, 15 jan. |
|  |                                    |                                    |  |                    | Green Bay Packers               | 35                              |
|  | War Memorial Stadium, 1 jan. (AFL) | War Memorial Stadium, 1 jan. (AFL) |  | Kansas City Chiefs | 10                              |                                 |
|  | Kansas City Chiefs                 | 31                                 |  |                    |                                 |                                 |
|  | Buffalo Bills                      | 7                                  |  |                    |                                 |                                 |